# 3695 Фіала
3695 Фіала (3695 Fiala) — астероїд головного поясу, відкритий 21 жовтня 1973 року.
Тіссеранів параметр щодо Юпітера — 3,511.